# Gare de Montreux
Ne doit pas être confondu avec Gare de Montreux-Vieux.
La gare de Montreux est la principale gare ferroviaire desservant la commune vaudoise de Montreux, en Suisse.

## Situation ferroviaire
Établie à 402 m d'altitude, la gare de Montreux est située au point kilométrique 24,54 de la ligne du Simplon (100). Elle se situe entre la gare de Clarens et la gare de Territet. Elle est aussi le point de départ de deux autres lignes. Elle se situe au point kilométrique 0,00 de la ligne 120 du MOB allant jusqu'à la gare de Interlaken Ost et le point kilométrique 0,00 de la ligne 121 du chemin de fer Montreux-Glion-Rochers de Naye allant jusqu'à la gare des Rochers-de-Naye.
La gare de Montreux présente la particularité d'être la seule de Suisse comportant trois types de voies ferrées différentes : des voies normales (1435 mm) pour les lignes des Chemins de fer fédéraux suisses, une voie métrique pour le MOB et une voie étroite à 800 mm pour la ligne des Transports Montreux-Vevey-Riviera.
Enfin, la gare n'a pas de quai 2. S'il existait dans le passé ce numéro attribué à un passage non-équipé, il a disparu lors des travaux de rénovation de 2006 pendant lesquels l'ancien quai 1 a été supprimé et remplacé par l'ancien passage qui a changé de numéro.

Les différentes lignes présentes en gare de Montreux
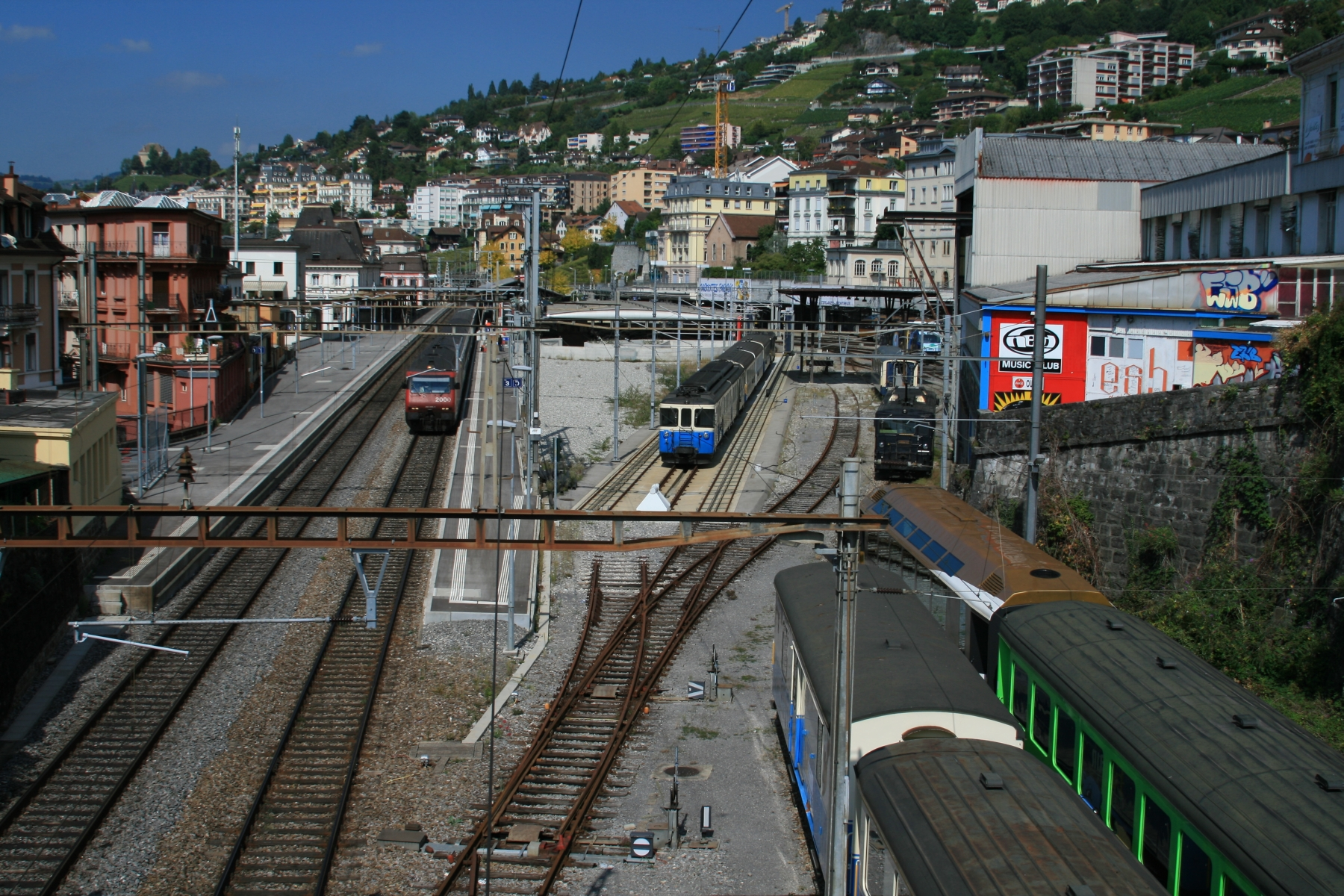
Vue en plongée de la gare.
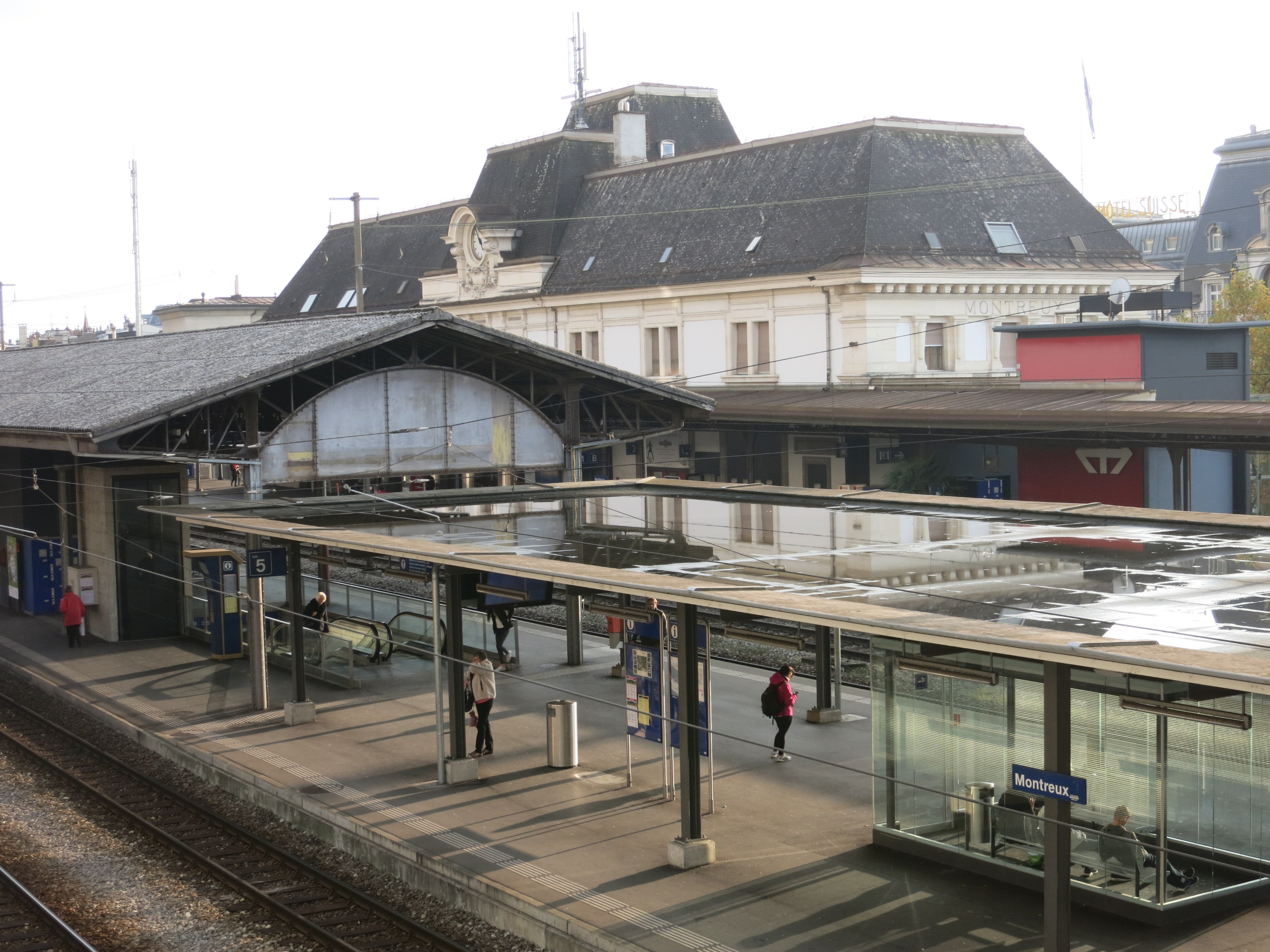
Les quais 3 et 5.
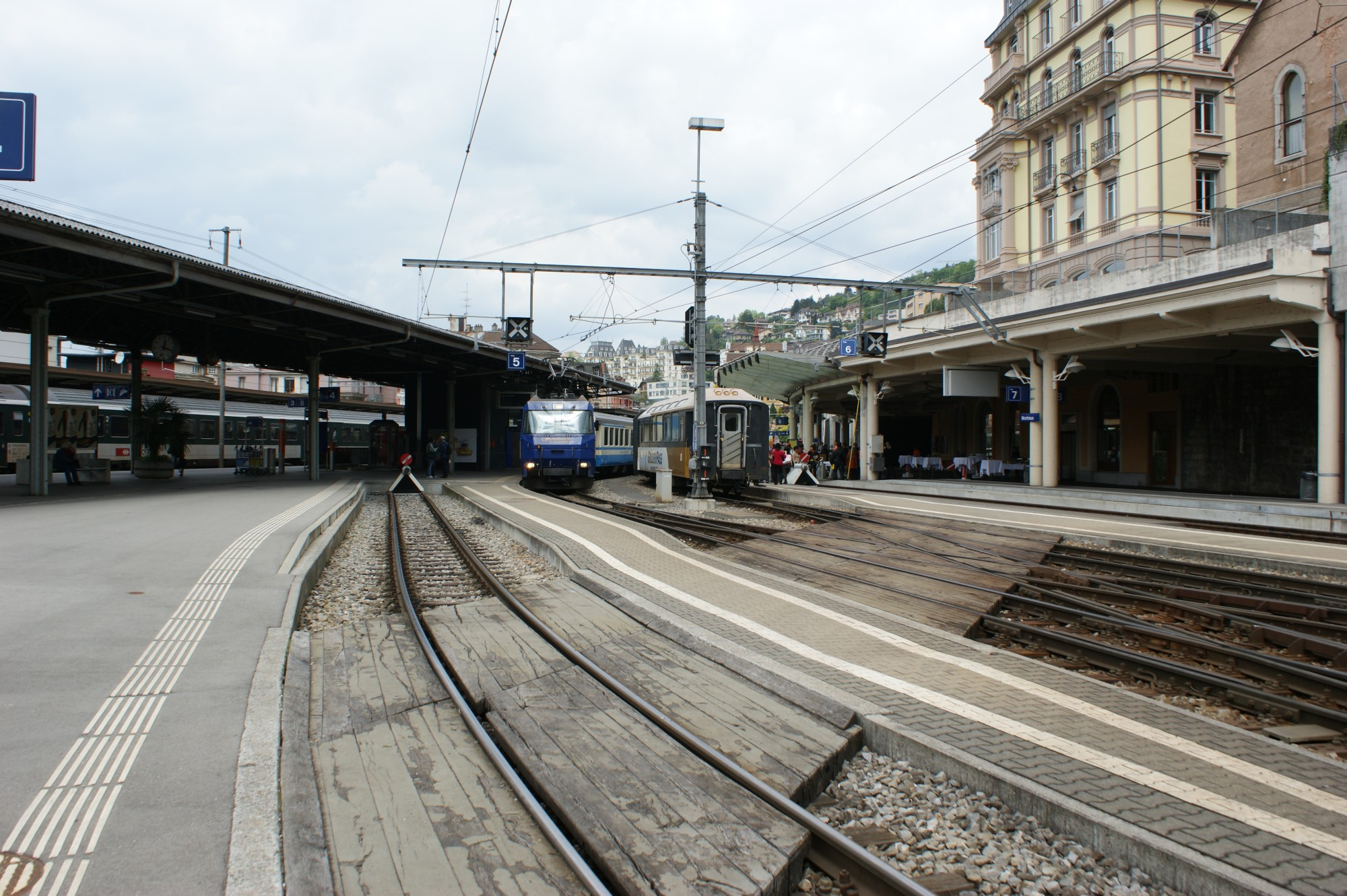
Les quais 4, 5 et 6 en 2009. En 2016 les quais 5 et 6 sont les quais 7 et 9.
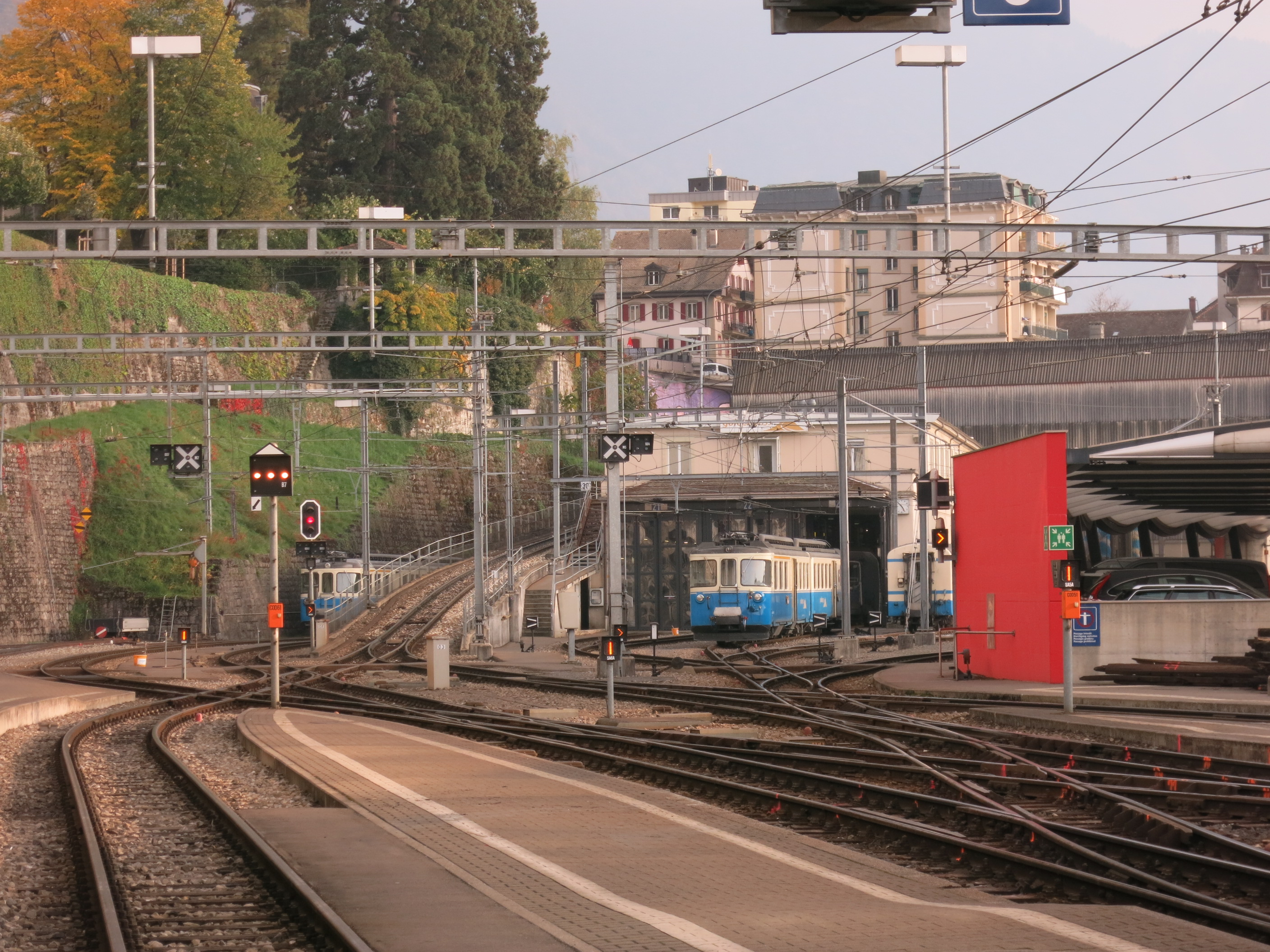
Les trois types de voies ferrées.
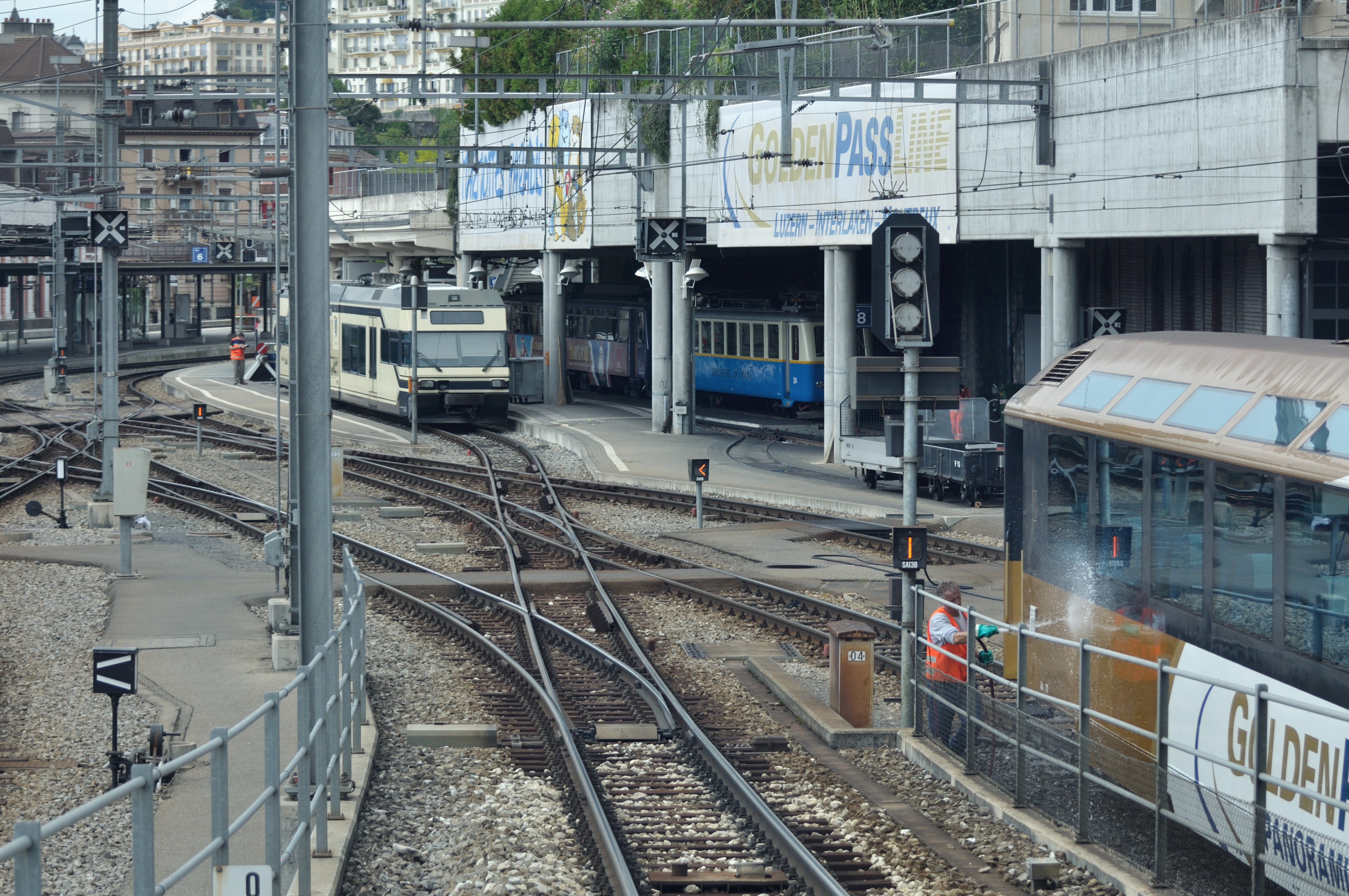
Voies du MOB et du MGR.

## Histoire
La gare de Montreux est inaugurée en 1860, lors de l'arrivée de la ligne de la Compagnie Ouest-Suisse (SO) devenue après fusion en 1881, le chemin de fer Jura-Simplon, depuis Lausanne en direction de Villeneuve, puis de Sion. Elle fut agrandie en 1871.
En 1901, la gare devient un carrefour ferroviaire avec l'ouverture de la première section du chemin de fer Montreux - Oberland Bernois (MOB) entre Montreux et Les Avants, puis, deux ans plus tard, Montbovon. En 1909, c'est la ligne Montreux-Glion-Rochers de Naye qui est prolongée de Glion jusqu'à Montreux.
La nouvelle gare des voyageurs de Montreux s'ouvrait le 1er mai 1903, construite par la défunte compagnie de Chemin de fer Jura-Simplon sous la direction de l'entrepreneur montreusien d'origine italienne Eugène Vago, reprise ce jour-là par les CFF. Ce nouveau bâtiment est situé en face de l'ancien, sur des terrains appartenant l'ancienne commune de Châtelard (Montreux). La liaison entre l'ancienne gare et la nouvelle devait se faire par un passage souterrain de quatre mètres. Du côté des voies, une marquise de 150 mètres pour abriter le quai en direction de Lausanne.
Le bâtiment de la gare de Montreux est inscrit comme bien culturel suisse d'importance nationale.
Lors du changement d'horaire de décembre 2019, les CFF ont mis en place une liaison ferroviaire directe entre Genève et la gare du Châble baptisée « Verbier Express ». Cette liaison circule à hauteur d'un aller-retour par jour les week-ends et certains jours fériés en hiver. À l'aller, le train pour le Châble est couplé de Genève-Aéroport à Martigny à un train assurant un service InterRegio 90 de Genève-Aéroport à Brigue. Au retour, le train circule à partir de Saint-Maurice dans le sillon horaire du train RegioExpress qui circule normalement à cette heure,,. Ces deux trains desservent la gare de Montreux.

## Service des voyageurs

### Accueil

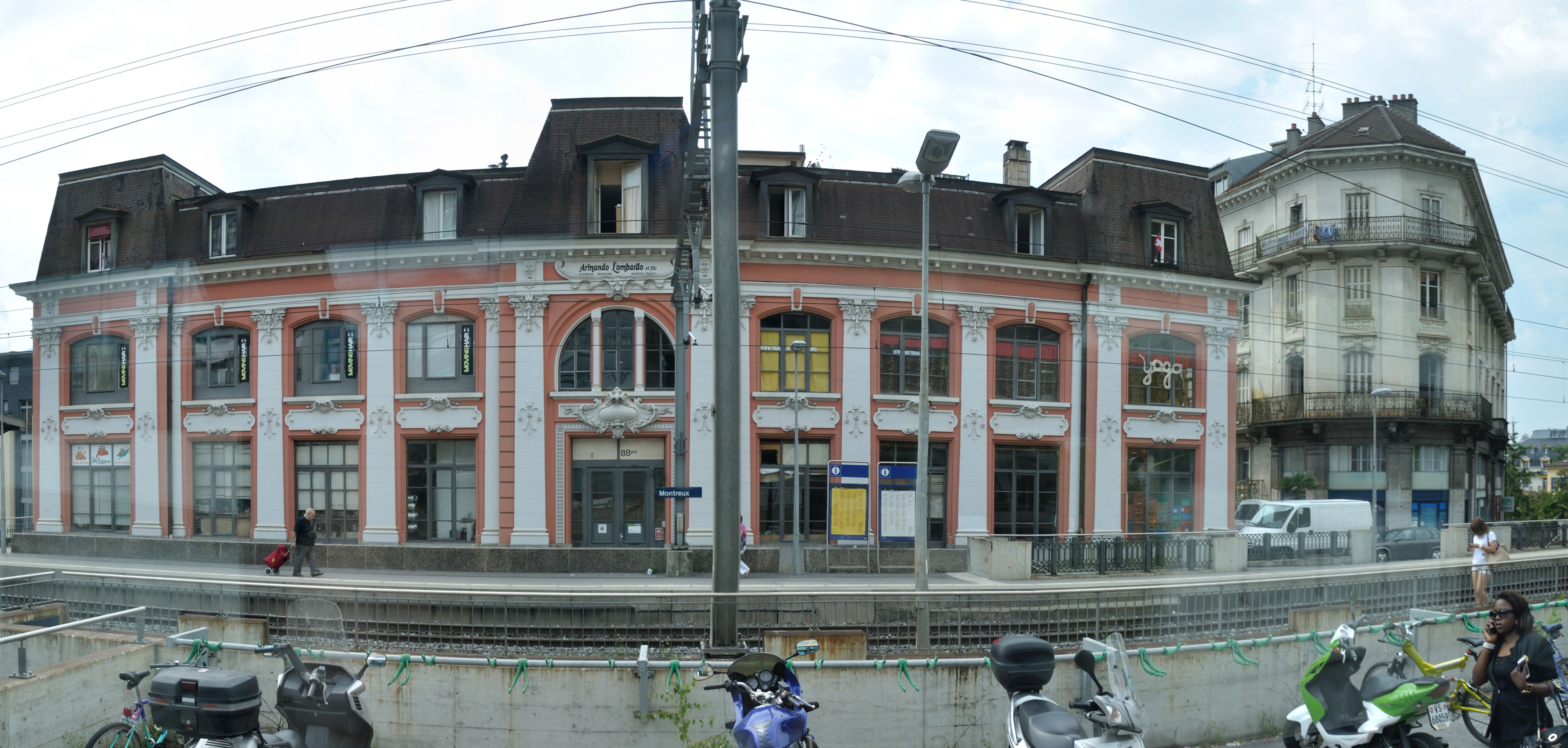
Le bâtiment voyageurs.

La gare de Montreux est remarquablement construite à flanc de colline : si les services et l'entrée principale se trouvent au rez-de-chaussée sur l'avenue des Alpes, les quais se trouvent au deuxième étage, accessibles par des escaliers roulants et des ascenseurs.

### Desserte
Les liaisons assurées depuis la gare de Montreux le sont par les CFF, via les lignes nationales InterRegio et RegioExpress, par les lignes R3 et R4 du RER Vaud ainsi que les lignes du chemin de fer Montreux - Oberland Bernois et du chemin de fer Montreux-Glion-Rochers de Naye. Les trains internationaux EuroCity reliant Genève à Milan marquent également l'arrêt à Montreux.
En hiver, la gare est également desservie par les trains « Verbier Express » et « VosAlpes Express », reliant respectivement Genève et Annemasse au Châble ainsi que Fribourg à Bex et au Châble.

Desserte ferroviaire de Montreux
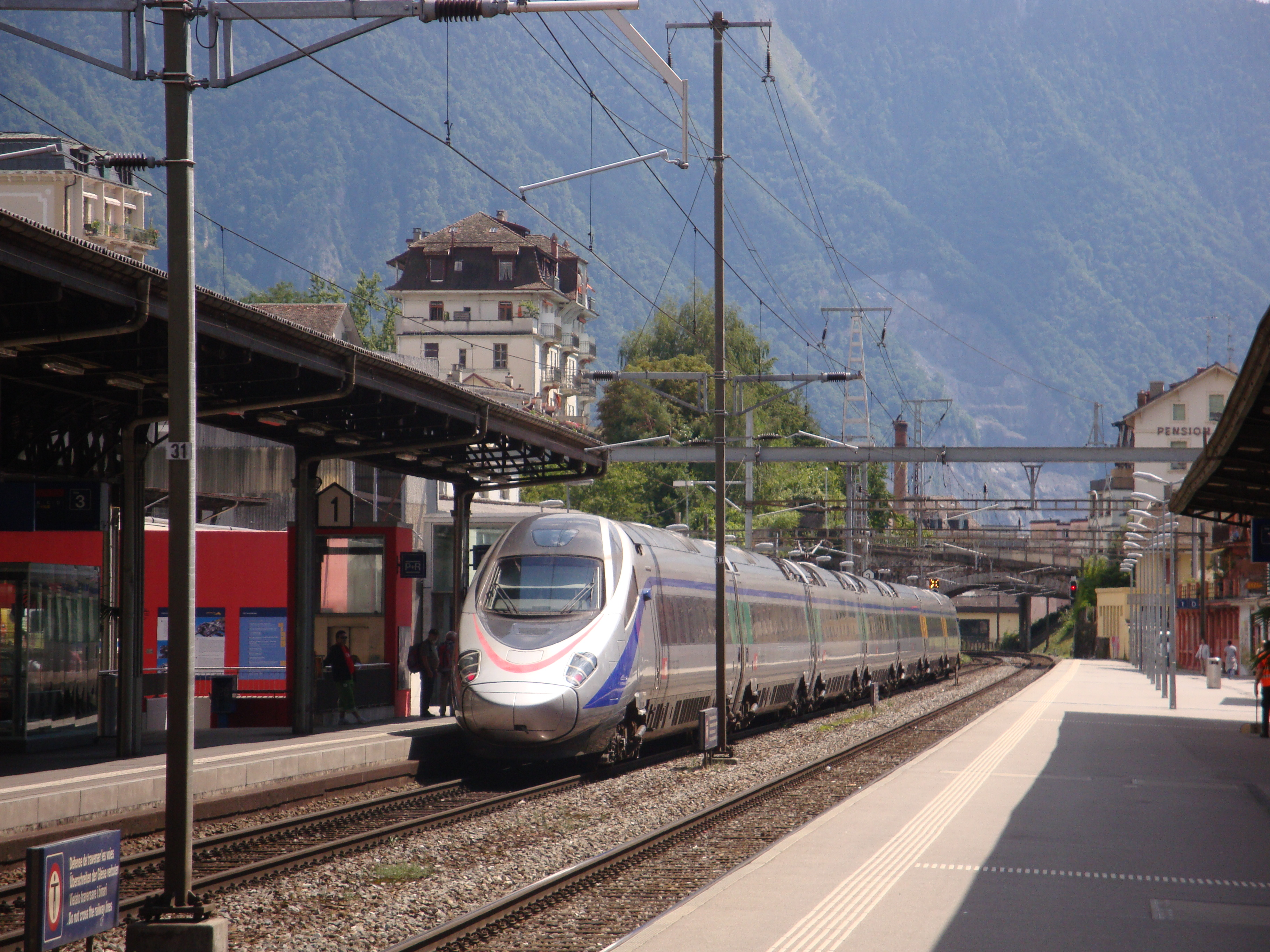
Un EuroCity Cisalpino entrant en gare.
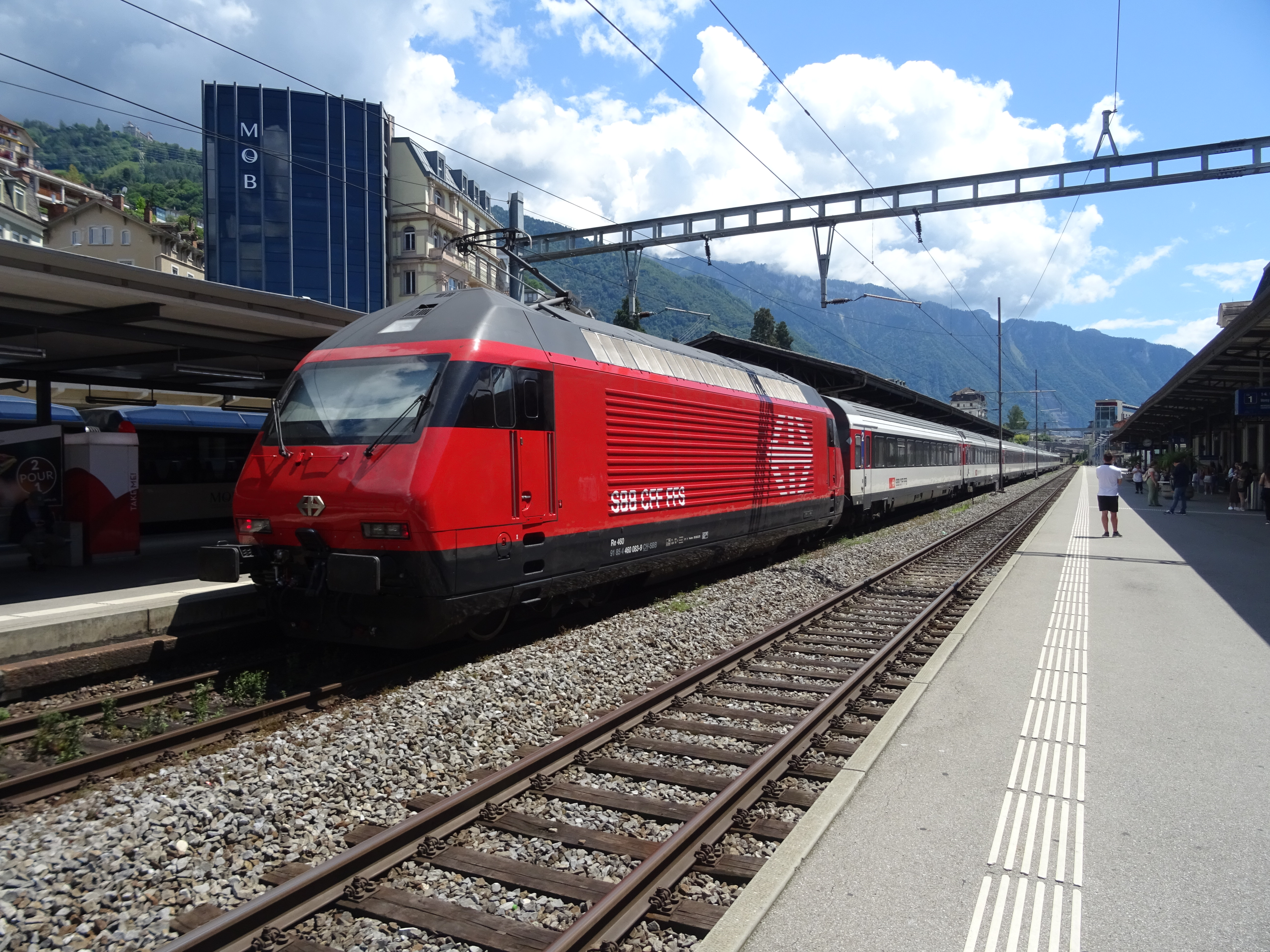
Locomotive Re 460 en tête d'un IR 90 à destination de Brigue.
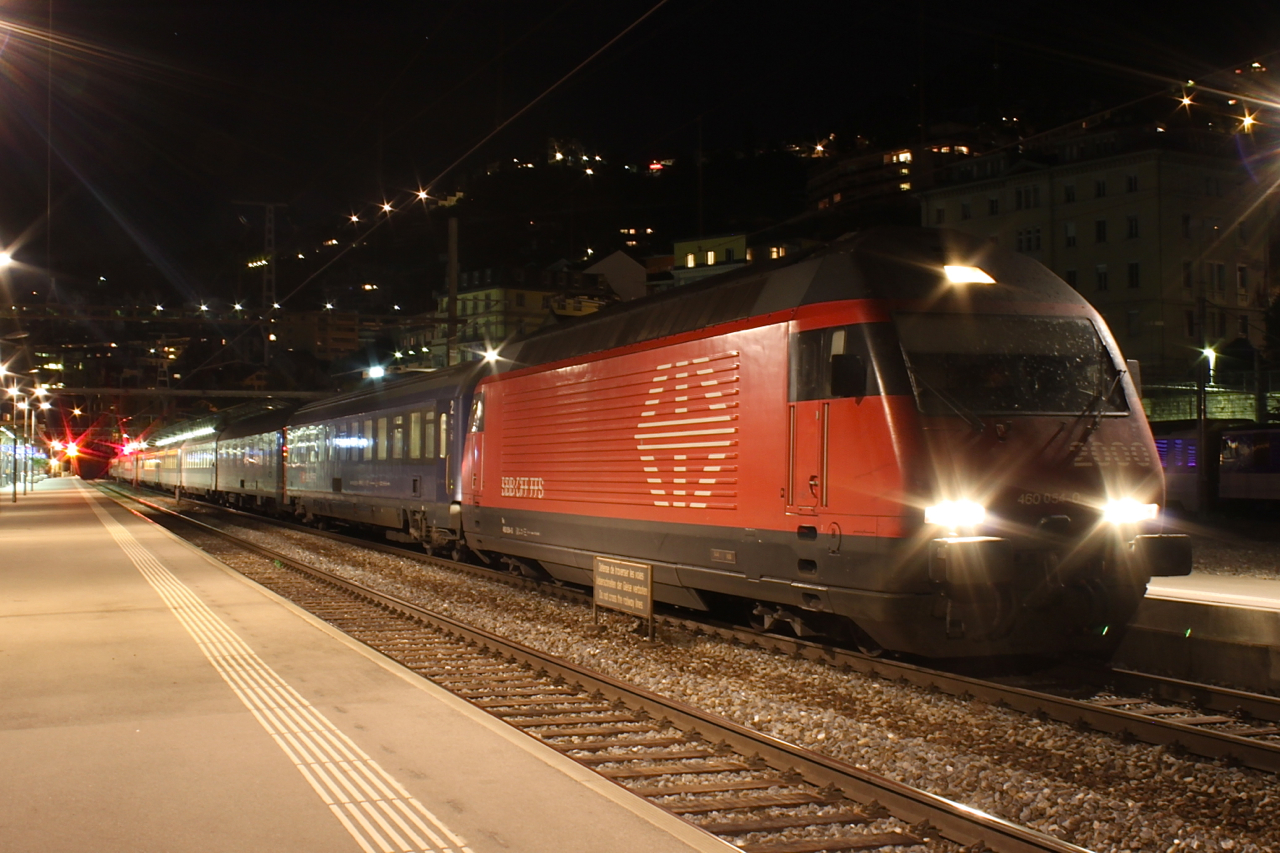
Une locomotive CFF Re 460 054-0 tractant l'EuroNight 311 "Luna" Genève-Aéroport - Roma Termini en 2009, supprimé depuis la prise de la photo.
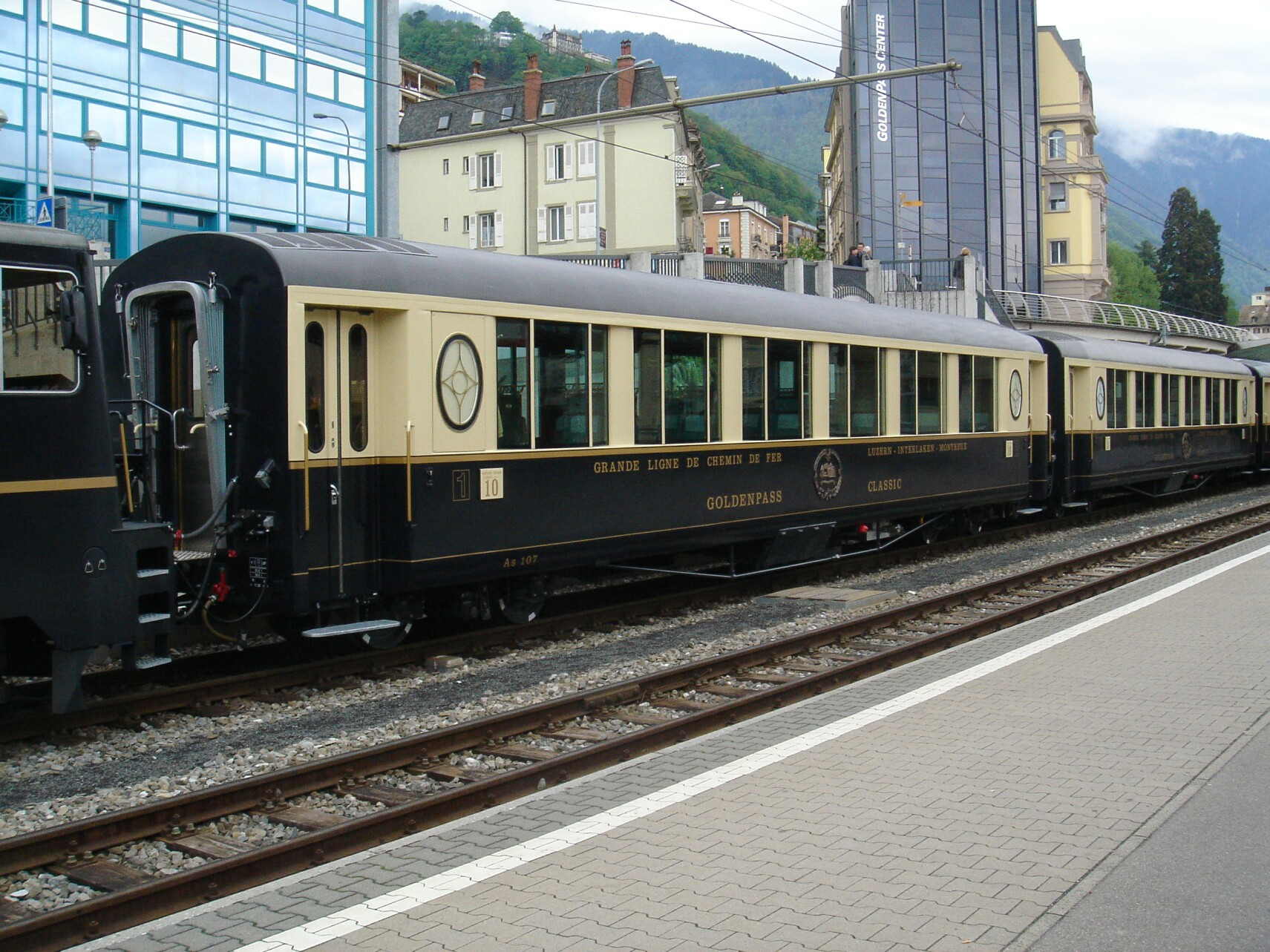
Un train du MOB stationnant sur la voie actuelle 6 en 2005.

### Intermodalité
La gare de Montreux est desservie par les lignes de bus du réseau Vevey-Montreux-Chillon-Villeneuve, à savoir :
- La ligne 201 Vevey - Rennaz, à distance, au niveau de l'arrêt « Escaliers de la Gare »[12] ;
- La ligne 204 Montreux - Chailly[13] ;
- La ligne 205 monte sur les hauteurs de la commune, jusqu'à l'arrêt « Les Taux »[14] ;
- La ligne 206 fait une boucle dans les hauts de Montreux[15].